# Csomafáy Ferenc
 Csomafáy Ferenc  (Kolozsvár, 1936. május 13. – Kolozsvár, 2021. október 6.) erdélyi magyar újságíró és fotóművész.

## Életpályája
A kolozsvári református kollégium elvégzése (1954) után beiratkozott a Szentgyörgyi István Színművészeti Intézetbe, de 1957-ben abbahagyta.  Tanulmányait a Bolyai Tudományegyetem, illetve Babeș–Bolyai Tudományegyetem bölcsészeti szakán folytatta, ahol sikeresen diplomázott 1962-ben. Első írásai, képei a kolozsvári Igazság című napilapban jelentek meg. 1964–1974 az Igazság fotóriportere, 1980–1985 az Erdélyi Történelmi Múzeum fényképésze volt.  Újságcikkei, felvételei, fotóriportjai 1958 óta gazdagították majd minden romániai magyar nyelvű lapot.
A Házsongárdi temetőben nyugszik.
„Csomafáy Ferenc egy nagy nemzedék kiemelkedő művésze. A Kolozsvári Református Kollégium, pontosabban már annak utódintézménye bocsátotta szárnyra. A színművészeti főiskola után a bölcsészkaron szerzett diplomát és újságíró, riporter, fotóriporter lett egyszemélyben. Amikor pedig eljött az írott szó nagy próbatételének ideje, nem adta el magát, hanem visszavonult a képek világába, ahol a cenzúra ereje megtörik, s ahol a mondanivaló a legjobban rejthető el úgy, hogy annak, aki kellő oldalról közelíti a művet, mégis mindent elmondjon“ – Frigyesy Ágnes (Osservatorio letterario, Ferrara, 2007).

## Művei
- fotóriportok Erdély legjelentősebb eseményeiről a háború utáni évtizedekből
- portrék Erdély jelentős személyiségeiről
- számtalan újságcikk, társadalmi- és műkritika
- DÖ; [Dusa Ödön]; s.n., s.l., 1999
- A nagybányai művészet és művésztelep a magyar sajtóban, 1919–1944; szerk. Murádin Jenő, fotó Beyer M. Katalin, Csomafáy Ferenc, Szabó Tamás; MissionArt Galéria, Miskolc, 2000 (Dokumentumok a Nagybányai Művésztelep történetéből IV.)

## Kiállításai
- Erdélyi arcképcsarnokom – számos romániai és magyarországi helységben.
- Színpadfény-kép – Kolozsváron, a Minerva Művelődési Egyesület Cs. Gyimesi Éva termében.   2012. február. [4]

## Fényképgaléria

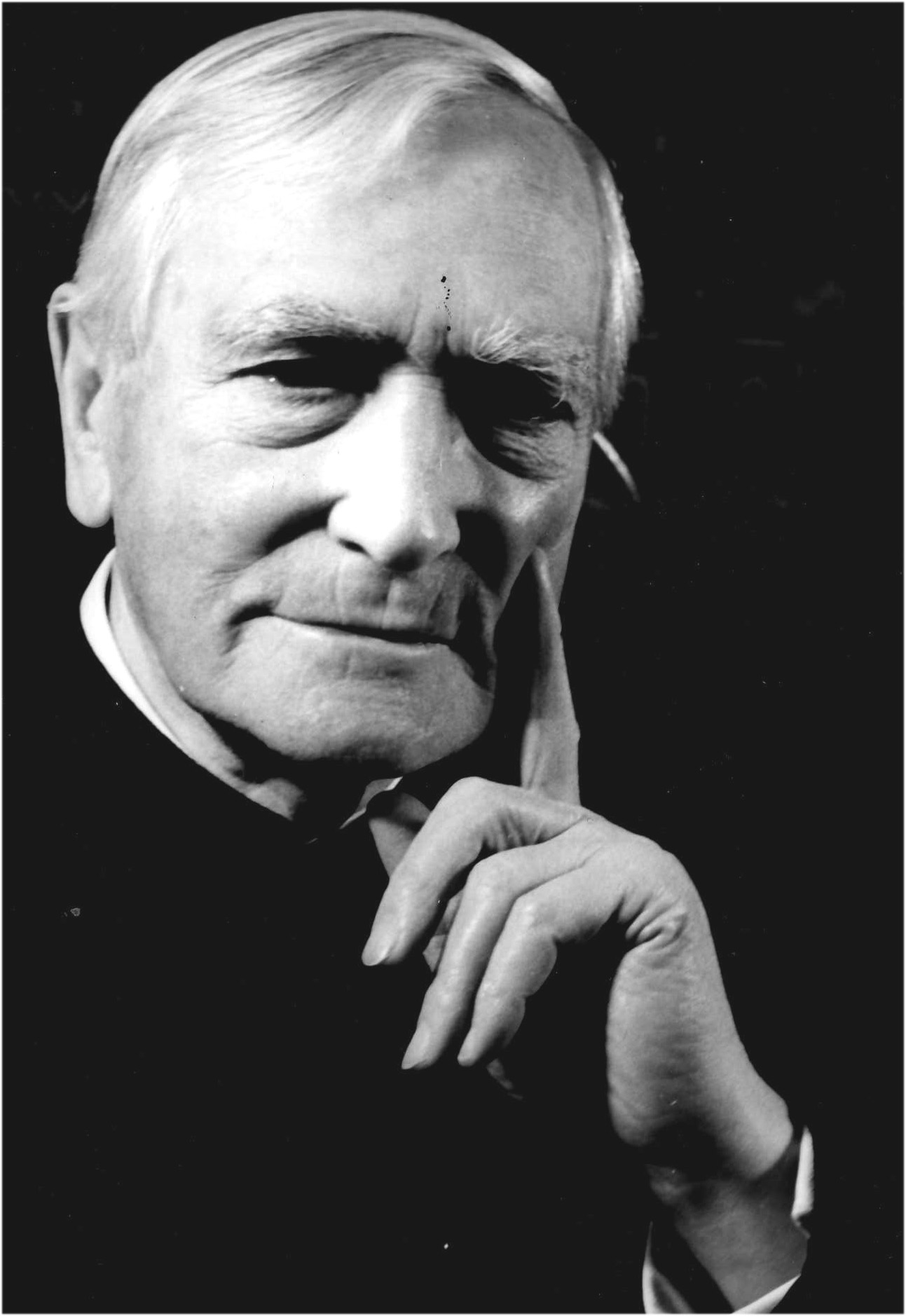
Márton Áron püspök
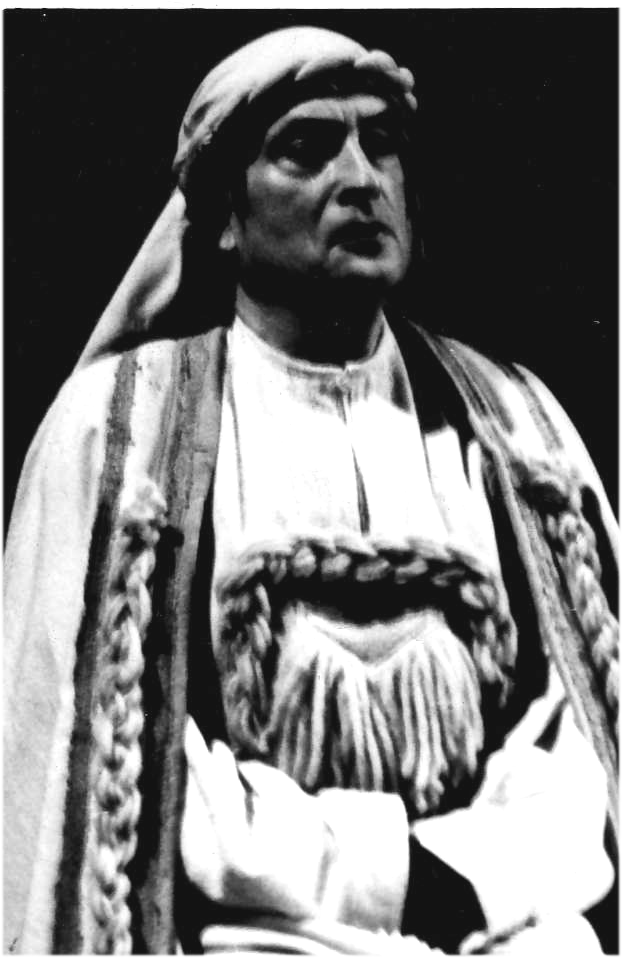
Csíky András
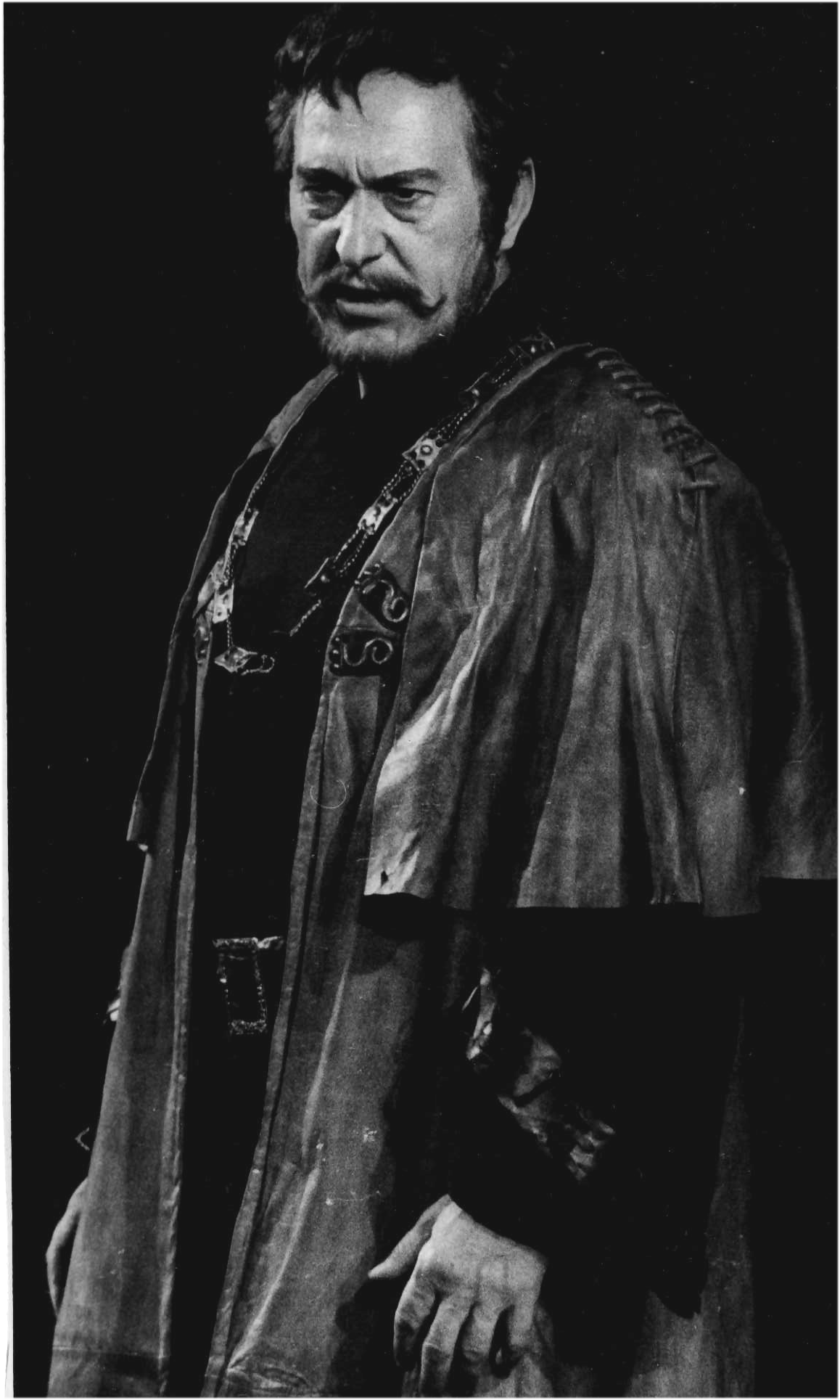
Bessenyei Ferenc
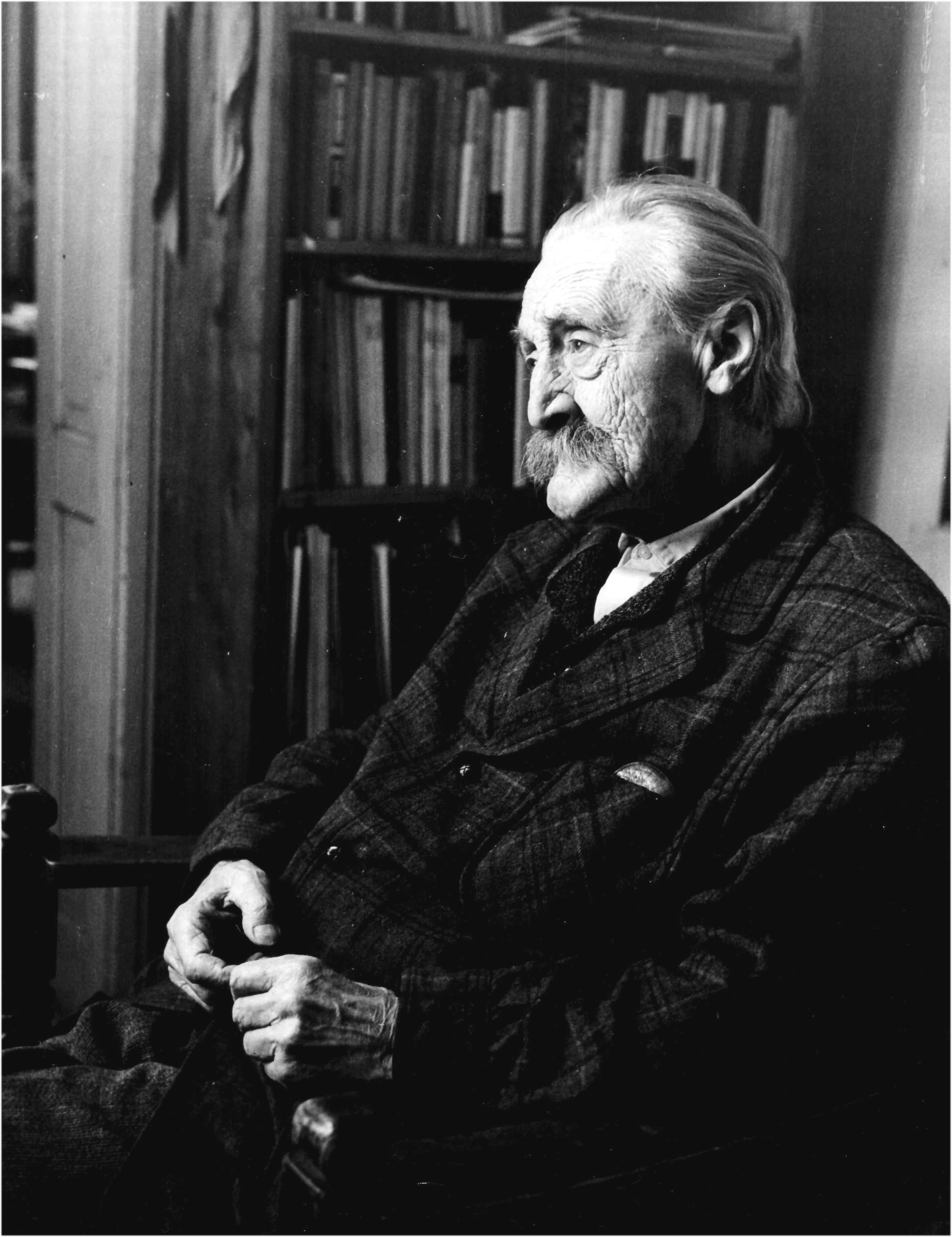
Kós Károly
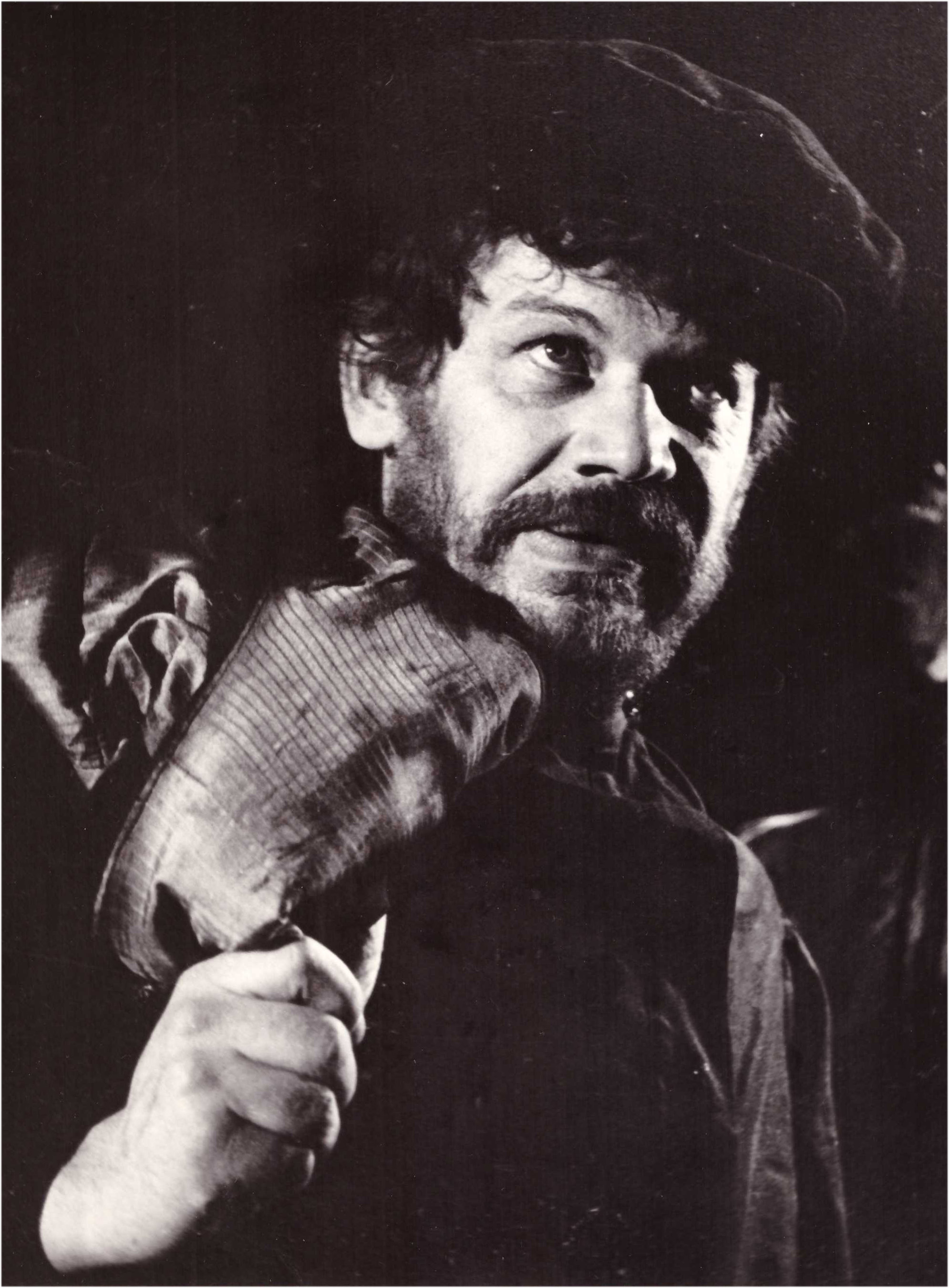
Héjja Sándor
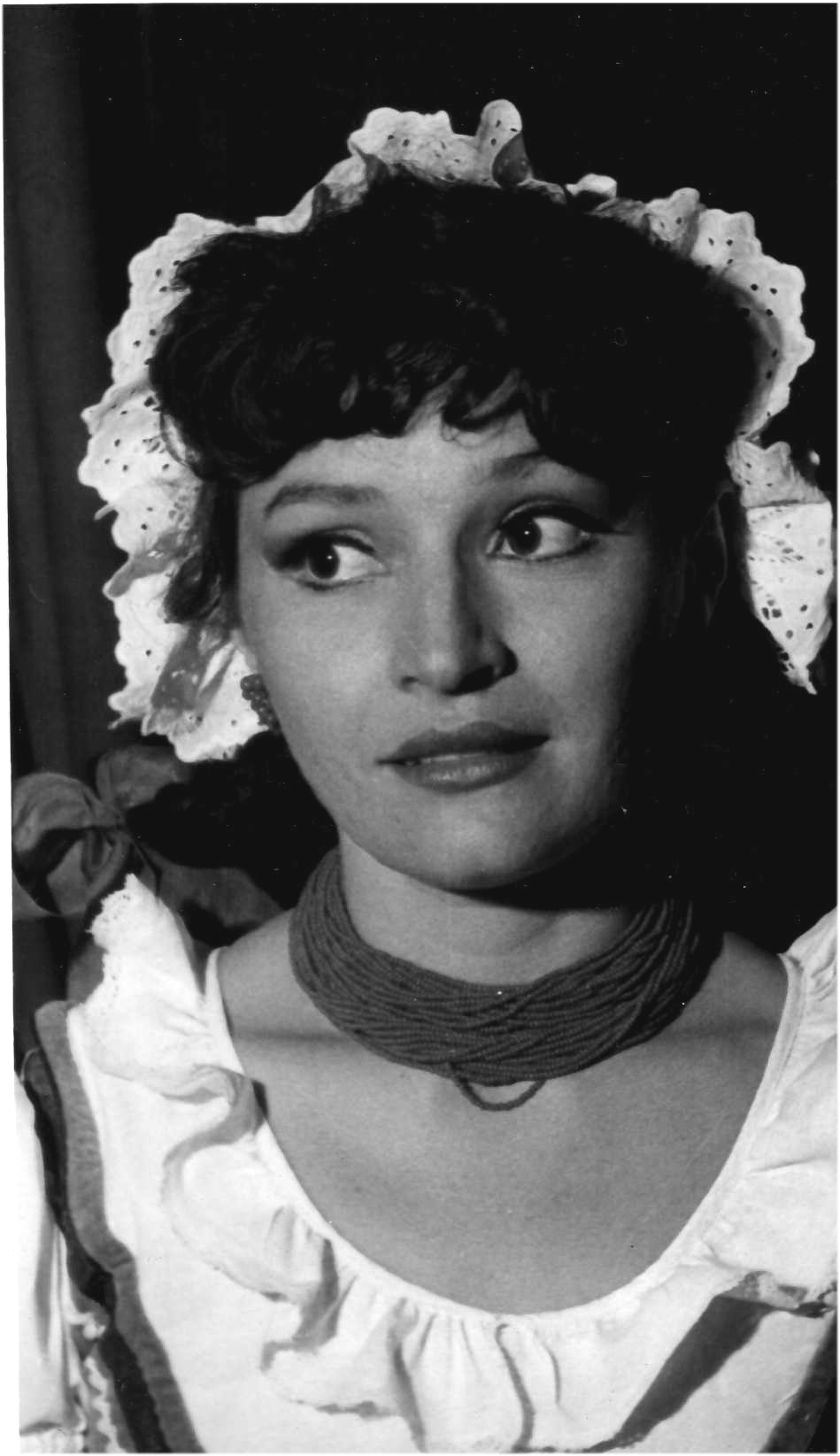
Lőrincz Ágnes
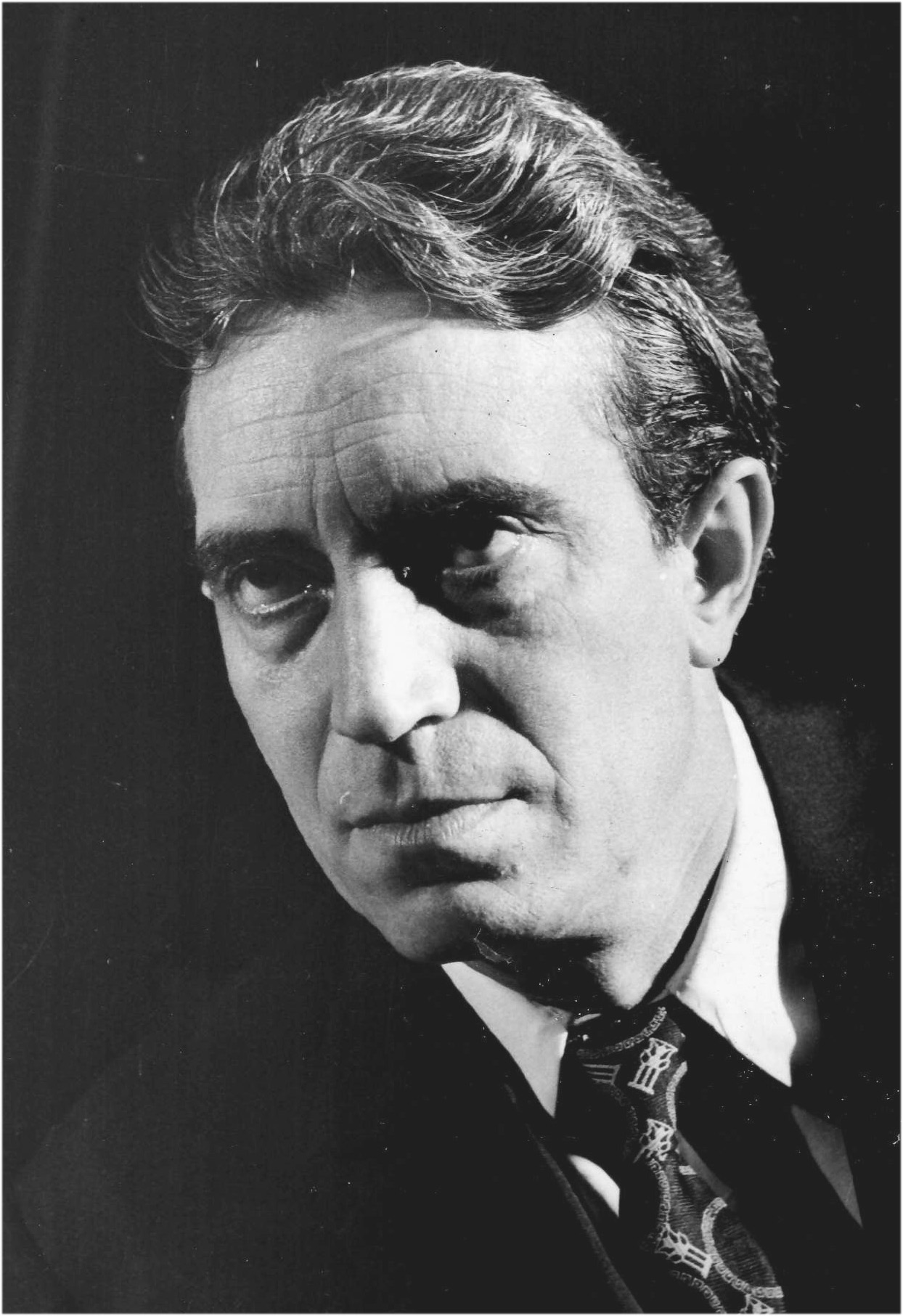
Péterffy Gyula
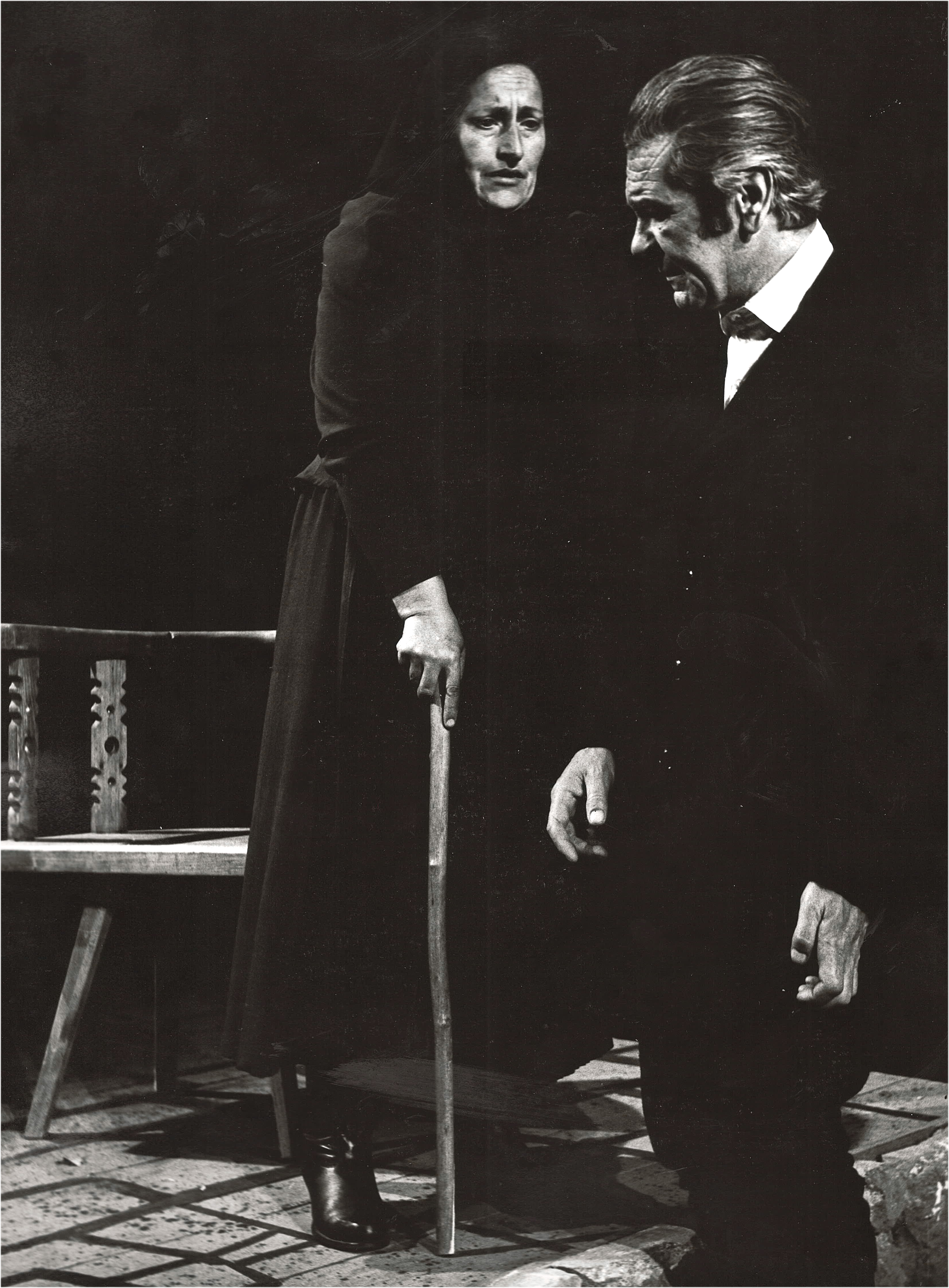
Orosz Lujza, Vadász Zoltán
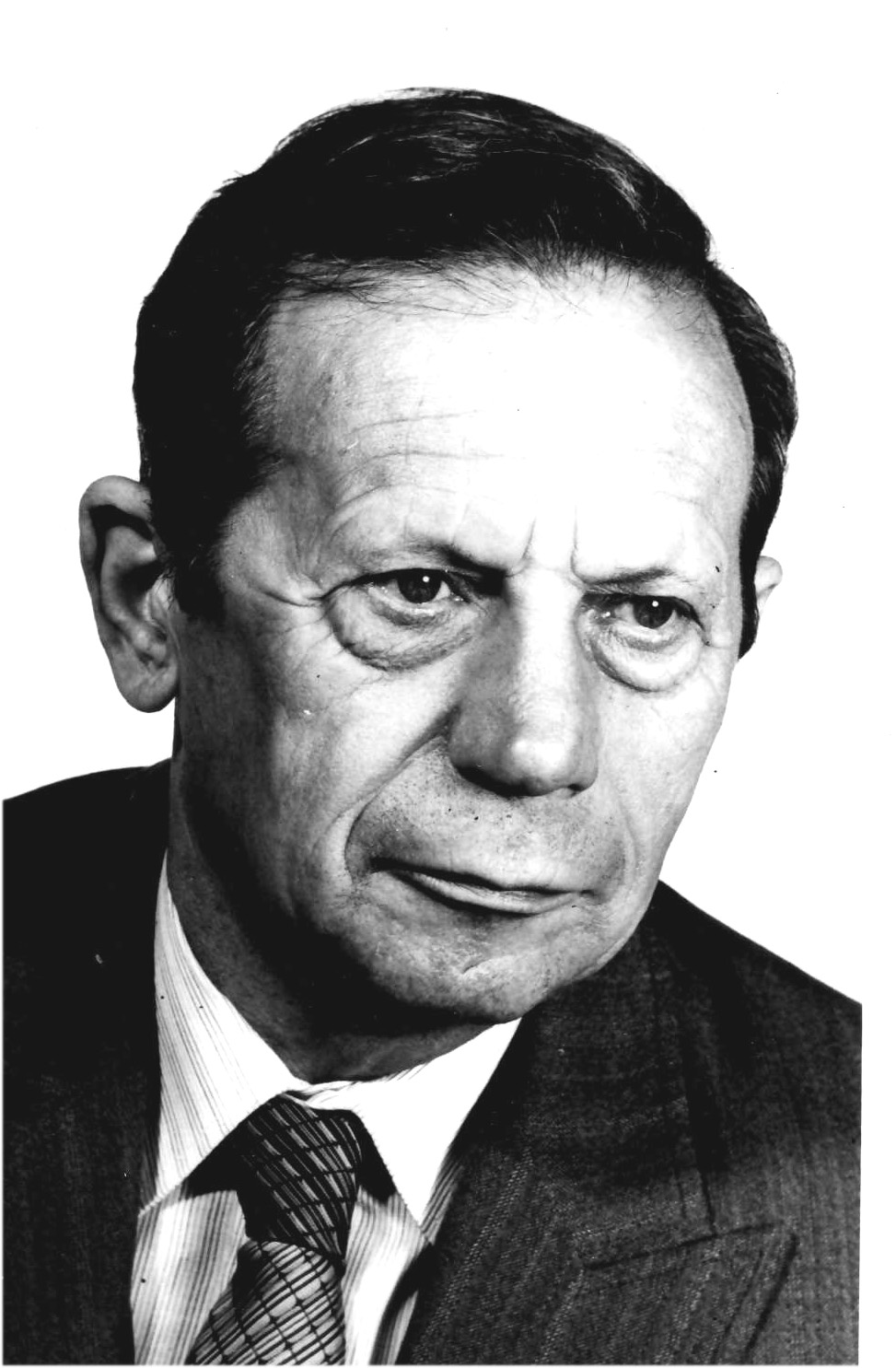
Gáll Ernő, szociológus
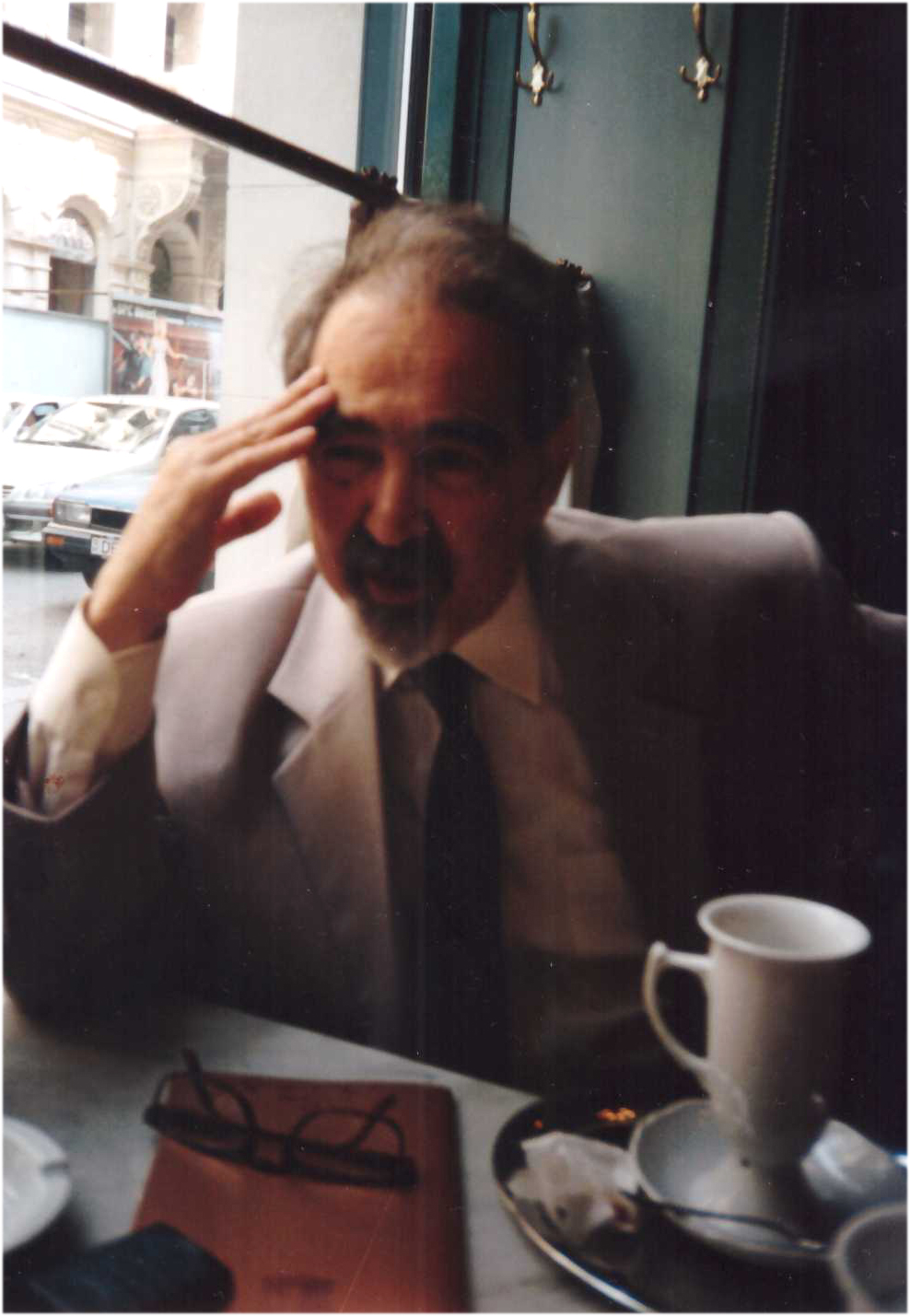
Bodor Pál, szerkesztő, író
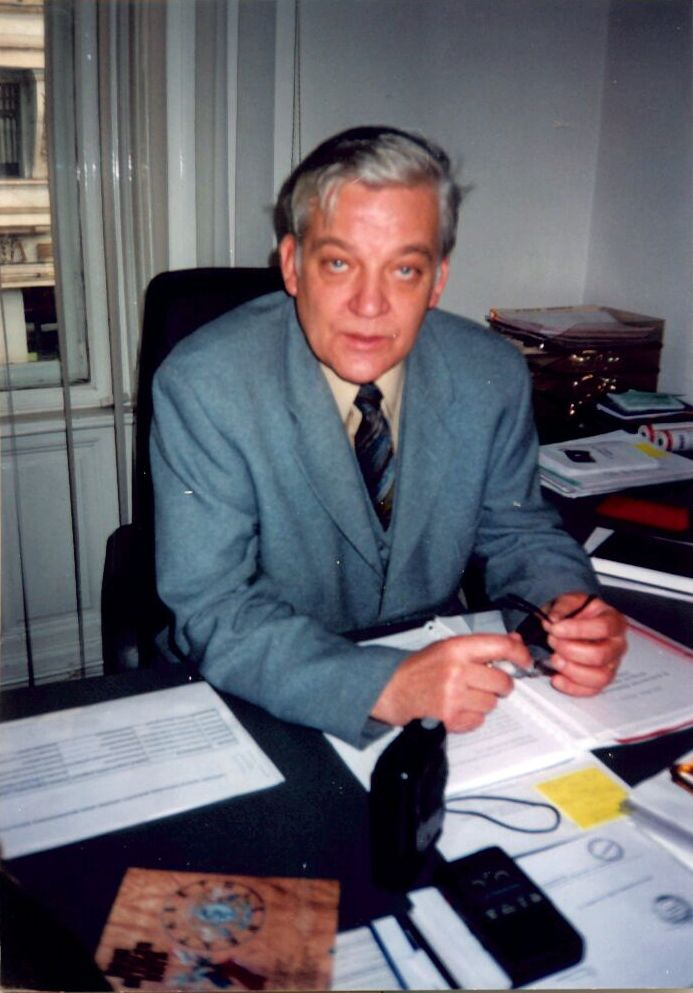
Tonk Sándor, történész, rektor
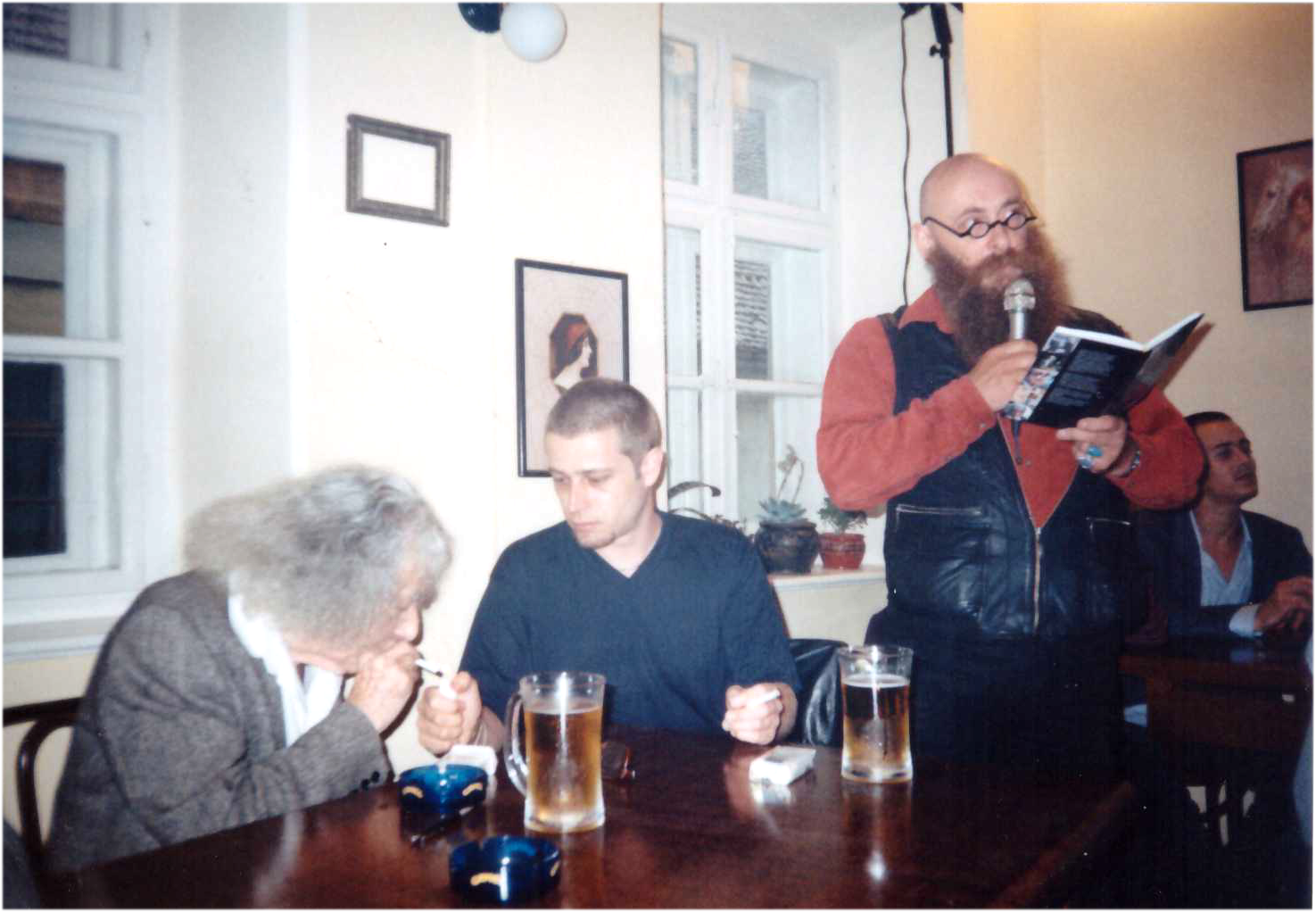
Faludy György Orbán János Dénes Márkus Barbarossa János